# Richard Clarke

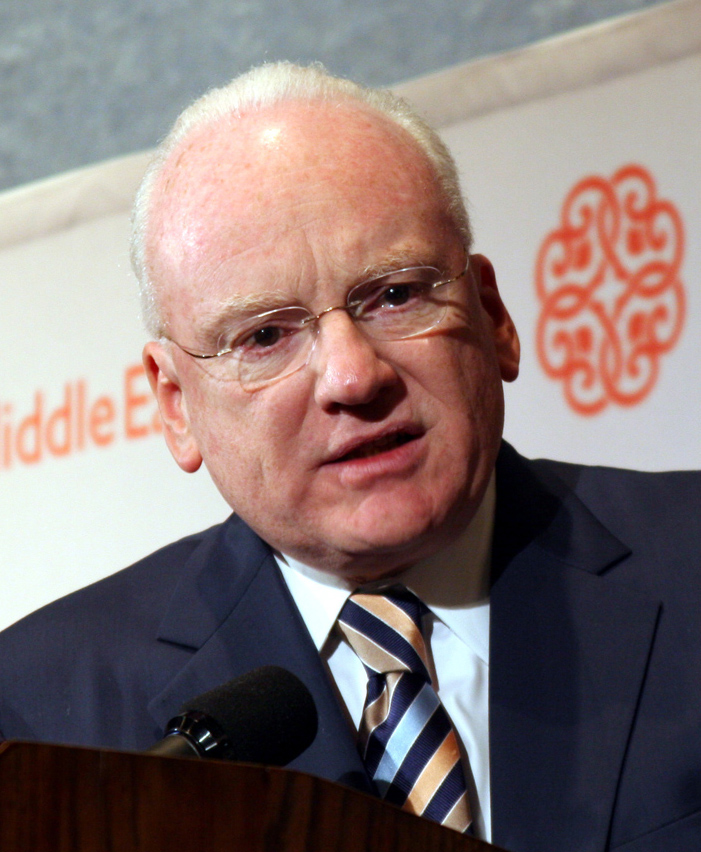
Richard Clarke

Richard Alan (Dick) Clarke (Boston (Massachusetts), 27 oktober 1950) is een Amerikaans voormalig overheidsfunctionaris. Hij verschafte nationaal veiligheidsadvies aan de Amerikaanse presidenten Ronald Reagan, George H.W. Bush, Bill Clinton en George W. Bush op het gebied van inlichtingendiensten en terrorisme van 1973 tot 2003. Clarkes specialiteiten zijn cyber security, antiterrorisme en homeland security. Hij was de antiterrorisme-adviseur in de VS National Security Council ten tijde van de aanslagen op 11 september 2001. Hij trad in januari 2003 terug. 
Zijn boek Against All Enemies verscheen begin 2004, toen hij ook getuigde voor de National Commission on Terrorist Attacks Upon the United States. 